# Tomáš Zápotočný
Tomáš Zápotočný (Příbram, 13 settembre 1980) è un ex calciatore ceco, di ruolo difensore.

## Carriera

### Club
Dopo aver militato nelle giovanili della squadra della sua città nel 2001 passa all'FK Drnovice dove però gioca appena 4 partite per poi andare allo Slovan Liberec con il quale in 4 anni gioca 80 partite mettendo a segno 10 reti.
Nel gennaio del 2007 si trasferisce insieme al connazionale Thomas Sivok all'Udinese, facendo il suo debutto assoluto in serie A il 25 febbraio 2007 nella partita pareggiata in casa dai friulani contro il Parma per 3-3.
Nell'estate del 2008 passa nella società turca del Beşiktaş, insieme al connazionale Tomáš Sivok, mentre un anno dopo viene ceduto in prestito al Bursaspor.
Il 7 gennaio 2011 Zapotocny conferma il suo passaggio allo Sparta Praga.

### Nazionale
Ha giocato 4 partite con la nazionale della Repubblica Ceca tra il 2006 e il 2007.
terzino sinistro, poteva giocare anche sulla corsia opposta. Dimostrava una buona accelerazione e molta utilità in fase di spinta, abile nel cross e nel tiro da fuori.

## Statistiche

### Cronologia presenze e reti in Nazionale
| Cronologia completa delle presenze e delle reti in nazionale ― Rep. Ceca | Cronologia completa delle presenze e delle reti in nazionale ― Rep. Ceca | Cronologia completa delle presenze e delle reti in nazionale ― Rep. Ceca | Cronologia completa delle presenze e delle reti in nazionale ― Rep. Ceca | Cronologia completa delle presenze e delle reti in nazionale ― Rep. Ceca | Cronologia completa delle presenze e delle reti in nazionale ― Rep. Ceca | Cronologia completa delle presenze e delle reti in nazionale ― Rep. Ceca | Cronologia completa delle presenze e delle reti in nazionale ― Rep. Ceca |
| Data                                                                     | Città                                                                    | In casa                                                                  | Risultato                                                                | Ospiti                                                                   | Competizione                                                             | Reti                                                                     | Note                                                                     |
| ------------------------------------------------------------------------ | ------------------------------------------------------------------------ | ------------------------------------------------------------------------ | ------------------------------------------------------------------------ | ------------------------------------------------------------------------ | ------------------------------------------------------------------------ | ------------------------------------------------------------------------ | ------------------------------------------------------------------------ |
| 16-8-2006                                                                | Uherské Hradiště                                                         | Rep. Ceca                                                                | 1 – 3                                                                    | Serbia                                                                   | Amichevole                                                               | -                                                                        | 46’                                                                      |
| 7-10-2006                                                                | Liberec                                                                  | Rep. Ceca                                                                | 7 – 0                                                                    | San Marino                                                               | Qual. Euro 2008                                                          | -                                                                        | 46’                                                                      |
| 15-11-2006                                                               | Praga                                                                    | Rep. Ceca                                                                | 1 – 1                                                                    | Danimarca                                                                | Amichevole                                                               | -                                                                        | 81’                                                                      |
| 22-8-2007                                                                | Vienna                                                                   | Austria                                                                  | 1 – 1                                                                    | Rep. Ceca                                                                | Amichevole                                                               | -                                                                        | 41’                                                                      |
| Totale                                                                   |                                                                          | Presenze                                                                 | 4                                                                        |                                                                          | Reti                                                                     | 0                                                                        |                                                                          |

## Palmarès

### Club
- Campionato ceco: 2

Slovan Liberec: 2001-2002, 2005-2006
- Campionato turco: 2

Beşiktaş: 2008-2009
Bursaspor: 2009-2010
- Coppa di Turchia: 1

Beşiktaş: 2008-2009